# Podgornoe (Oblast' di Tomsk)
Podgornoe (in russo Подгорное?) è un villaggio della Russia asiatica nell'oblast' di Tomsk; è il centro amministrativo del rajon Čainskij.
Si trova alla confluenza del fiume Iksa nella Čaja, circa 200 km (in linea d'aria) a nord-ovest di Tomsk.